# Ronde van Catalonië 2023
De Ronde van Catalonië 2023 was een meerdaagse wielerwedstrijd die plaatsvond van 20 tot en met 26 maart. De Sloveen Primož Roglič won deze 103e editie en werd daarmee de opvolger van de Columbiaan Sergio Higuita op de erelijst.

## Deelnemende ploegen
De achttien UCI World Tour-teams van dit seizoen plus zeven Proteams startten met zeven renners per team wat het deelnemersveld op 175 bracht.

## Etappeoverzicht
| Etappe | Datum    | Start – Finish                                | Afstand   | Type       | Winnaar         |
| ------ | -------- | --------------------------------------------- | --------- | ---------- | --------------- |
| 1      | 20 maart | Sant Feliu de Guíxols – Sant Feliu de Guíxols | 164,6 km  | Heuvelrit  | Primož Roglič   |
| 2      | 21 maart | Mataró – Vallter 2000 (Setcases)              | 165,4 km  | Bergrit    | Giulio Ciccone  |
| 3      | 22 maart | Olost – La Molina                             | 180,6 km  | Bergrit    | Remco Evenepoel |
| 4      | 23 maart | Llívia – Sabadell                             | 188,2 km  | Vlakke rit | Kaden Groves    |
| 5      | 24 maart | Tortosa – Lo Port (Terres de l'Ebre)          | 176,6 km  | Bergrit    | Primož Roglič   |
| 6      | 25 maart | Martorell – Molins de Rei                     | 174,1 km  | Vlakke rit | Kaden Groves    |
| 7      | 26 maart | Barcelona – Barcelona                         | 135,8 km  | Heuvelrit  | Remco Evenepoel |
| Totaal | Totaal   | Totaal                                        | 1185,3 km |            |                 |

## Klassementsverloop
| Fase    | Winnaar         | Algemeen klassement | Punten klassement | Bergklassement   | Jongeren klassement | Ploegen klassement | Prijs voor de strijdlust |
| ------- | --------------- | ------------------- | ----------------- | ---------------- | ------------------- | ------------------ | ------------------------ |
| 1       | Primož Roglič   | Primož Roglič       | Primož Roglič     | Jetse bol        | Remco Evenepoel     | BORA-hansgrohe     | Pau Miquel               |
| 2       | Giulio Ciccone  | Primož Roglič       | Primož Roglič     | Giulio Ciccone   | Remco Evenepoel     | UAE Team Emirates  | Kiko Galvan              |
| 3       | Remco Evenepoel | Primož Roglič       | Primož Roglič     | Simone Petilli   | Remco Evenepoel     | UAE Team Emirates  | Richard Carapaz          |
| 4       | Kaden Groves    | Primož Roglič       | Primož Roglič     | Guillaume Martin | Remco Evenepoel     | UAE Team Emirates  | Roger Adriana            |
| 5       | Primož Roglič   | Primož Roglič       | Primož Roglič     | Primož Roglič    | Remco Evenepoel     | UAE Team Emirates  | José Felix Parra         |
| 6       | Kaden Groves    | Primož Roglič       | Primož Roglič     | Primož Roglič    | Remco Evenepoel     | UAE Team Emirates  | Carlos Verona            |
| 7       | Remco Evenepoel | Primož Roglič       | Primož Roglič     | Remco Evenepoel  | Remco Evenepoel     | UAE Team Emirates  | Richard Carapaz          |
| Laatste | Laatste         | Primož Roglič       | Primož Roglič     | Remco Evenepoel  | Remco Evenepoel     | UAE Team Emirates  | niet toegekend           |

## Eindklassementen

### Algemeen klassement[2]
| Plaats | Naam            | Ploeg                   | Tijd        |
| ------ | --------------- | ----------------------- | ----------- |
|        | Primož Roglič   | Team Jumbo-Visma        | 28h 19' 10" |
| Zilver | Remco Evenepoel | Soudal-Quick-Step       | +6"         |
| Brons  | João Almeida    | UAE Team Emirates       | +2' 11"     |
| 4      | Marc Soler      | UAE Team Emirates       | +2 49"      |
| 5      | Mikel Landa     | Team Bahrein Victorious | +2 59"      |

### Puntenklassement
| Plaats | Naam            | Ploeg             | Punten |
| ------ | --------------- | ----------------- | ------ |
|        | Primož Roglič   | Team Jumbo-Visma  | 43     |
| 2      | Remco Evenepoel | Soudal-Quick-Step | 41     |
| 3      | Kaden Groves    | Alpecin-Deceunink | 20     |
| 4      | Giulio Ciccone  | Trek-Segafredo    | 14     |
| 5      | Bryan Coquard   | Cofidis           | 12     |

### Bergklassement
| Plaats | Naam             | Ploeg                    | Punten |
| ------ | ---------------- | ------------------------ | ------ |
|        | Remco Evenepoel  | Soudal-Quick-Step        | 69     |
| 2      | Primož Roglič    | Team Jumbo-Visma         | 68     |
| 3      | Guillaume Martin | Cofidis                  | 61     |
| 4      | Simone Petilli   | Intermarche-Circus-Wanty | 37     |
| 5      | Giulio Ciccone   | Trek-Segafredo           | 32     |

### Jongerenklassement
| Plaats | Naam              | Ploeg             | Tijd        |
| ------ | ----------------- | ----------------- | ----------- |
|        | Remco Evenepoel   | Soudal-Quick-Step | 28h 19' 16" |
| 2      | Cian Uijtdebroeks | BORA-hansgrohe    | +3' 26"     |
| 3      | Lenny Martinez    | Groupama-FDJ      | +4 19"      |

### Ploegenklassement
| Plaats | Ploeg                 | Tijd       |
| ------ | --------------------- | ---------- |
|        | UAE Team Emirates     | 85h 8' 48" |
| 2      | EF-Education-EasyPost | +8' 54"    |
| 3      | BORA-hansgrohe        | +9' 45"    |

1911 · 1912 · 1913 · 1914-1919 · 1920 · 1921-1922 · 1923 · 1924 · 1925 · 1926 · 1927 · 1928 · 1929 · 1930 · 1931 · 1932 · 1933 · 1934 · 1935 · 1936 · 1937 · 1938 · 1939 · 1940 · 1941 · 1942 · 1943 · 1944 · 1945 · 1946 · 1947 · 1948 · 1949 · 1950 · 1951 · 1952 · 1953 · 1954 · 1955 · 1956 · 1957 · 1958 · 1959 · 1960 · 1961 · 1962 · 1963 · 1964 · 1965 · 1966 · 1967 · 1968 · 1969 · 1970 · 1971 · 1972 · 1973 · 1974 · 1975 · 1976 · 1977 · 1978 · 1979 · 1980 · 1981 · 1982 · 1983 · 1984 · 1985 · 1986 · 1987 · 1988 · 1989 · 1990 · 1991 · 1992 · 1993 · 1994 · 1995 · 1996 · 1997 · 1998 · 1999 · 2000 · 2001 · 2002 · 2003 · 2004 · 2005 · 2006 · 2007 · 2008 · 2009 · 2010 · 2011 · 2012 · 2013 · 2014 · 2015 · 2016 · 2017 · 2018 · 2019 · 2020 · 2021 · 2022 · 2023 · 2024 · 2025
Tour Down Under ·
Great Ocean Road Race ·
Ronde van de Verenigde Arabische Emiraten ·
Omloop Het Nieuwsblad ·
Strade Bianche ·
Parijs-Nice · 
Tirreno-Adriatico · 
Milaan-San Remo ·
Ronde van Catalonië ·
Classic Brugge-De Panne ·
E3 Saxo Bank Classic ·
Gent-Wevelgem ·
Dwars door Vlaanderen ·
Ronde van Vlaanderen ·
Ronde van het Baskenland ·
Parijs-Roubaix ·
Amstel Gold Race ·
Waalse Pijl ·
Luik-Bastenaken-Luik ·
Ronde van Romandië ·
Eschborn-Frankfurt ·
Ronde van Italië ·
Critérium du Dauphiné ·
Ronde van Zwitserland ·
Ronde van Frankrijk ·
Clásica San Sebastián ·
Ronde van Polen ·
BEMER Cyclassics ·
Renewi Tour ·
Ronde van Spanje ·
Bretagne Classic ·
GP van Quebec ·
GP van Montréal ·
Ronde van Lombardije ·
Ronde van Guangxi